# Zyxmyia megachile
Zyxmyia megachile är en tvåvingeart som beskrevs av Wray Merrill Bowden 1960. Zyxmyia megachile ingår i släktet Zyxmyia och familjen svävflugor. Inga underarter finns listade i Catalogue of Life.